# Wereldkampioenschap voetbal 2026 (kwalificatie)
Voor het wereldkampioenschap voetbal 2026 kunnen 211 landen van de zes verschillende confederaties zich plaatsen via een kwalificatietoernooi. Iedere confederatie houdt zijn eigen toernooi hiervoor.

## Plaatsen
In de onderstaande tabel staat per confederatie het aantal toegewezen kwalificatieplaatsen. Het aantal beschikbare plaatsen is voor iedere confederatie verhoogd doordat het aantal deelnemende landen op het hoofdtoernooi van 32 naar 48 is gegaan. Door het intercontinentaal play-offtoernooi zijn er twee extra plaatsen beschikbaar voor alle voetbalbonden met uitzondering van de UEFA.
| AFC                  | 46  | 8      | 12 oktober 2023  |  |  |
| CAF                  | 54  | 9      | 13 november 2023 |  |  |
| CONCACAF             | 32  | 3 (+3) | 22 maart 2024    |  |  |
| CONMEBOL             | 10  | 6      | 7 september 2023 |  |  |
| OFC                  | 11  | 1      | 7 september 2024 |  |  |
| UEFA                 | 55  | 16     | 21 maart 2025    |  |  |
| play-offtoernooi     | 6   | 2      | maart 2026       |  |  |
| Organiserende landen | 3   | 3      |                  |  |  |
| Totaal               | 210 | 48     |                  |  |  |

## Gekwalificeerde landen

Gekwalificeerd voor het wereldkampioenschap
Land kan zich nog kwalificeren voor het wereldkampioenschap
Niet gekwalificeerd voor het wereldkampioenschap
Uitgesloten voor de kwalificaties door de FIFA of het land trok zich terug
Geen FIFA-lid

| FIFA-lid         | Confederatie | Kwalificatie             | Kwal. datum | Aantal dln. (incl. 2026) | Eerste dln. | Laatste dln. | Dln. op rij | Titels (excl. 2026) | Beste prestatie |
| ---------------- | ------------ | ------------------------ | ----------- | ------------------------ | ----------- | ------------ | ----------- | ------------------- | --------------- |
| Canada           | CONCACAF     | Gastland                 | 14/02/2023  | 3                        | 1986        | 2022         | 2           | 0                   | Groepsfase      |
| Mexico           | CONCACAF     | Gastland                 | 14/02/2023  | 18                       | 1930        | 2022         | 9           | 0                   | Kwartfinale     |
| Verenigde Staten | CONCACAF     | Gastland                 | 14/02/2023  | 12                       | 1930        | 2022         | 2           | 0                   | Derde plaats    |
| Iran             | AFC          | 1e groep A (derde ronde) | 25/03/2025  | 6                        | 1978        | 2022         | 4           | 0                   | Groepsfase      |
| Oezbekistan      | AFC          | 2e groep A (derde ronde) | 05/06/2025  | 1                        | 2026        | n.v.t.       | 1           | 0                   | n.v.t.          |
| Zuid-Korea       | AFC          | 1e groep B (derde ronde) | 25/03/2025  | 6                        | 1954        | 2022         | 12          | 0                   | Vierde plaats   |
| Jordanië         | AFC          | 2e groep B (derde ronde) | 05/06/2025  | 1                        | 2026        | n.v.t.       | 1           | 0                   | n.v.t.          |
| Japan            | AFC          | 1e groep C (derde ronde) | 20/03/2025  | 8                        | 1998        | 2022         | 8           | 0                   | Achtste finale  |
| Australië        | AFC          | 2e groep C (derde ronde) | 10/06/2025  | 7                        | 1974        | 2022         | 6           | 0                   | Achtste finale  |
| Argentinië       | CONMEBOL     | 1e CONMEBOL              | 25/03/2025  | 18                       | 1930        | 2022         | 14          | 3                   | Wereldkampioen  |
| Brazilië         | CONMEBOL     | Top 6 CONMEBOL           | 10/06/2025  | 23                       | 1930        | 2022         | 23          | 5                   | Wereldkampioen  |
| Ecuador          | CONMEBOL     | Top 6 CONMEBOL           | 10/06/2025  | 5                        | 2002        | 2022         | 2           | 0                   | Achtste finale  |
| Nieuw-Zeeland    | OFC          | Winnaar derde ronde OFC  | 24/03/2025  | 3                        | 1982        | 2010         | 1           | 0                   | Groepsfase      |

Kwalificatie: Afrika (CAF) · Azië (AFC) · Europa (UEFA) · Noord- en Midden-Amerika (CONCACAF) · Oceanië (OFC) · Zuid-Amerika (CONMEBOL) · intercontinentaal play-offtoernooi